# 黒田忠広
黒田 忠広（くろだ ただひろ、1959年2月20日 - ）は、日本の工学者。三重県四日市市出身。
東京大学特別教授、熊本県立大学理事長、技術研究組合最先端半導体技術センター（LSTC）設計技術開発部門長、福岡半導体リスキリングセンター長、先端システム技術研究組合（RaaS）理事長。専門は半導体集積回路。博士（工学）（東京大学、1999年）

## 来歴
東京大学大学院工学系研究科附属システムデザイン研究センター（d.lab）を2019年10月に設立、また先端システム技術研究組合（RaaS）を2020年8月に設立した。

### 略歴
- 1982年 東京大学工学部電気工学科卒業

- 1982年～2000年　（株）東芝
- 1988年～1990年　カリフォルニア大学バークレイ校客員研究員
- 2000年～2002年　慶應義塾大学理工学部電子工学科助教授
- 2002年～2019年　慶應義塾大学理工学部電子工学科教授
- 2007年～2007年　カリフォルニア大学バークレイ校Mackey Professor
- 2019年～2024年　東京大学大学院工学系研究科附属システムデザイン研究センター長・教授
- 2020年～　慶應義塾大学名誉教授
- 2022年～　技術研究組合最先端半導体技術センター（LSTC）設計技術開発部門長
- 2023年～　福岡半導体リスキリングセンター長
- 2024年～　熊本県立大学理事長
- 2024年～　東京大学特別教授

### 受賞
- IEEE Fellow (IEEE、2006年2月)[8]
- IEEE Distinguished Lecturer (IEEE、2007年1月)[9]
- 業績賞 (電子情報通信学会、2009年5月)[10]
- エレクトロニクスソサイエティ賞 (電子情報通信学会、2011年9月)[11]
- 電子情報通信学会フェロー(電子情報通信学会、2013年9月)[12]
- 福澤賞（慶應義塾大学、2017年11月）[13]
- ISSCC最多論文賞（ISSCC、2023年2月）[14]

## 著書
- 『アナログCMOS集積回路の設計　第２版（基礎編）』（丸善出版、2025年）
- 『アナログCMOS集積回路の設計　第２版（応用編）』（丸善出版、2025年）
- 『半導体超進化論：世界を制する技術の未来』（日経BP、2023年）
- （英語版）『The Super-Evolution of Semiconductors (Synthesis Lectures on Engineering, Science, and Technology)』（シュプリンガー・ネイチャー、2024年）
- （韓国語版）『반도체초진화론：반도체 민주화 시대의 대응전략』朴正圭訳（Books-Hill Publishers、2024年）
- （中国簡体字版）『芯片的未来：制衡世界的技术』陆应亮訳（浙江人民出版社、2023年）
- （中国繁体字版）『半導體超進化論：控制世界技術的未來』楊鈺儀訳（時報出版、2023年）
- 『Wireless Interface Technologies for 3D IC and Module Integration』（Cambridge University Press、2021年）
- 『RFマイクロエレクトロニクス （入門編）』（丸善出版、2014年）
- 『RFマイクロエレクトロニクス （実践応用編）』（丸善出版、2014年）
- 『アナログCMOS集積回路の設計（演習編）』（丸善出版、2009年）
- 『デジタルシステム工学（基礎編）』（丸善出版、2003年）
- 『デジタルシステム工学（応用編）』（丸善出版、2003年）
- 『アナログCMOS集積回路の設計（基礎編）』（丸善出版、2003年）
- 『アナログCMOS集積回路の設計（応用編）』（丸善出版、2003年）
- 『RFマイクロエレクトロニクス』（丸善出版、2002年）

## 参照・注
1. ↑  “東京大学特別教授”. 東京大学. 2024年4月16日閲覧。
2. ↑  “理事長紹介、メッセージ｜公立大学法人 熊本県立大学”. 公立大学法人 熊本県立大学. 2024年4月16日閲覧。
3. ↑  “技術研究組合最先端半導体技術センター”. www.lstc.jp. 2024年4月16日閲覧。
4. ↑  日本放送協会. “”半導体分野の人材育成を” 福岡県が新施設 開設 ｜NHK 福岡のニュース”. NHK NEWS WEB. 2024年4月16日閲覧。
5. ↑  “RaaS Message”. raas-cip.org. 2024年4月16日閲覧。
6. ↑  “東京大学大学院工学系研究科付設「システムデザイン研究センター」（略称ディーラボ）開設”. 東京大学大学院工学系研究科広報室 (2019年10月1日). 2024年4月16日閲覧。
7. ↑  “データ駆動型社会の実現に向け、先端システム技術研究組合（略称ラース）設立”. 東京大学. 2024年4月16日閲覧。
8. ↑  “SSCS Fellows Database - IEEE Solid-State Circuits Society” (英語). sscs.ieee.org. 2024年4月26日閲覧。
9. ↑  “16 New Speakers Will Diversify the SSCS Distinguished Lecturer Program”.   Institute of Electrical and Electronics Engineers. 2024年4月16日閲覧。
10. ↑  “歴代業績賞受賞者一覧 | 一般社団法人 電子情報通信学会”. www.ieice.org. 2024年4月16日閲覧。
11. ↑  “エレクトロニクスソサイエティ賞受賞者一覧”. 電子情報通信学会 エレクトロニクスソサイエティ：IEICE Electronics Society. 2024年4月16日閲覧。
12. ↑  “平成25年フェロー称号贈呈者”. www.ieice.org. 2024年4月26日閲覧。
13. ↑  “黒田 忠広(くろだ ただひろ) - 黒田研究室”. www.kuroda.t.u-tokyo.ac.jp. 2024年4月16日閲覧。
14. ↑  “黒田 忠広 教授が「ISSCC Author-Recognition Award For its first 70 years」を受賞されました”. 東京大学大学院工学系研究科広報室 (2023年3月7日). 2024年4月16日閲覧。